# Karqayin
Karqayin fou una comarca d'Armènia governada el 483 per un tal Vasavurt. La seva situació no està establerta.